# Itinéraire d'Antonin
L’Itinéraire d’Antonin ou Itinéraire Antonin ou Itinerarium Antonini (du latin : Itinerarium Provinciarum Antonini Augusti) est un itinerarium (guide de voyage) de la Rome antique qui décrit 255 voies, stations et itinéraires le long des principales voies romaines à travers l’Empire romain ainsi que les distances qui les séparent.
Datant de la fin du IIIe siècle voire du milieu du IVe siècle, il nous est connu par vingt manuscrits qui vont du VIIe au XVe siècle.

## Présentation
Il fait partie des itineraria adnotata, c’est-à-dire que, contrairement à la Table de Peutinger, il ne comporte pas de représentation cartographique.
Il couvre une grande partie du monde romain, mais non sa totalité, sans que l’on sache pourquoi. Il recense et décrit 255 voies et itinéraires le long des principales voies romaines à travers tout l’Empire : se déroulant d'ouest en est de la Mauritanie aux rives de l’Euphrate et du nord au sud du Mur d'Hadrien à Assouan, et couvrant une distance totale d'environ 85 000 kilomètres. Le document donne les distances entre les sites mentionnés, généralement formulées en milia pedium (mille romain), sauf pour la Gaule où il s'agit de leuga (lieue).
L’Itinerarium comporte également une courte section sur certaines voies maritimes et îles, l’Imperatoris Antonini Augusti Itinerarium maritinum, dont une partie de l’itinéraire maritime de Rome à Arles.
On ne sait avec certitude quel était son usage. Certaines parties pourraient correspondre à des routes du cursus publicus emprunté par les troupes impériales et le plus long itinéraire, qui va de Rome à  Alexandrie, peut correspondre au trajet de Caracalla en 214-215.
Il pourrait également s’agir d’un recueil de mansiones comportant des greniers où l’on stockait des approvisionnements.
Malgré les nombreuses erreurs que les copies comportent, surtout de chiffres, et qui en rendent l’usage délicat, la rareté de ce genre de documents en fait une source très précieuse sur la géographie de l’Empire, notamment pour identifier des localités antiques ou des routes disparues. Utilisé par les cartographes médiévaux, il a notamment inspiré l’auteur de la Carte de Hereford.

## Datation
Bien que son titre fasse allusion à l’un des empereurs de la dynastie des Antonins (138-222) et qu'il a été régulièrement attribué à Antonin le Pieux ou Caracalla sans éléments probants, les réévaluations les plus récentes situent la composition du document, qui s'étend sur une période de 75 années, vers la fin du IIIe siècle voire du milieu du IVe siècle, plusieurs noms de lieux suggérant qu'il ne peut remonter avant les réformes administratives de Dioclétien dans les années 280.

## Villes disparues
L’étude de l’Itinéraire d'Antonin révèle l’existence de plusieurs villes aujourd'hui disparues ; en particulier, entre Burdigala et Mediolanum Santonum, les stations de Tamnum et de Novioregum, sans doute situées à Consac et sur le site gallo-romain de Barzan.

## Exemple de la province d'Hispanie

Principales voies romaines en Hispanie

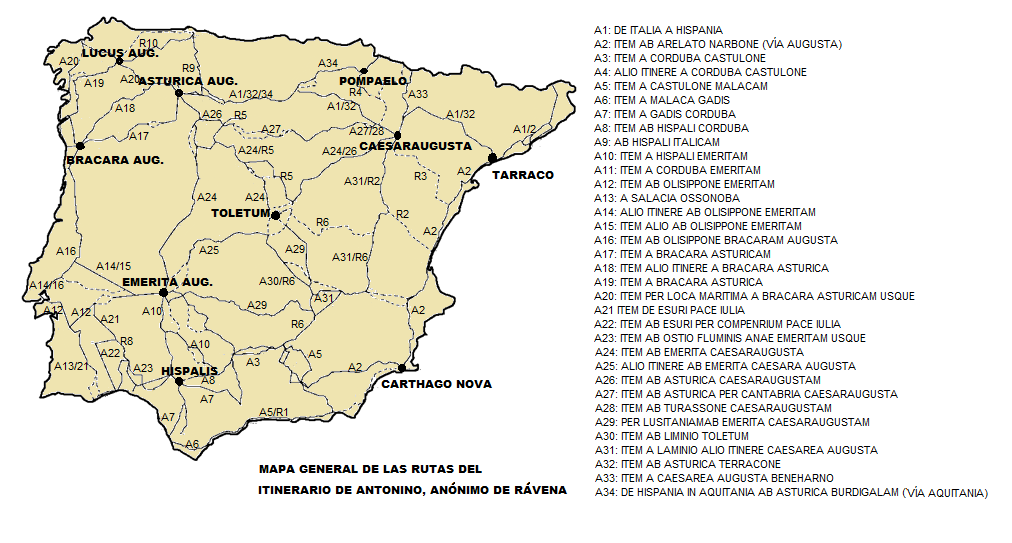
Les voies décrites dans l'Itinéraire

Il est décrit 34 voies pour la provinces de l'Hispanie.
| Voie | Début                          | Fin                       | Distance (en miles romains) |
| ---- | ------------------------------ | ------------------------- | --------------------------- |
| 1    | Mediolanum (Milan)             | Legio VII Gemina (León)   | 1257                        |
| 2    | Arelate (Arles)                | Castulo                   | 898                         |
| 3    | Corduba (Cordoue)              | Castulo                   | 99                          |
| 4    | Corduba                        | Castulo                   | 78                          |
| 5    | Castulo                        | Malaca (Malaga)           | 291                         |
| 6    | Malaca                         | Gades (Cadix)             | 145                         |
| 7    | Gades                          | Corduba                   | 294                         |
| 8    | Hispalis (Séville)             | Corduba                   | 94                          |
| 9    | Hispalis                       | Italica                   | 6                           |
| 10   | Hispalis                       | Emerita (Mérida)          | 162                         |
| 11   | Corduba                        | Emerita                   | 144                         |
| 12   | Olisipo (Lisbonne)             | Emerita                   | 161                         |
| 13   | Salacia (Alcácer)              | Ossonoba (Faro)           | 16                          |
| 14   | Olisipo                        | Emerita                   | 145                         |
| 15   | Olisipo                        | Emerita                   | 220                         |
| 16   | Olisipo                        | Bracara Augusta (Braga)   | 244                         |
| 17   | Bracara                        | Asturica (Astorga)        | 247                         |
| 18   | Bracara                        | Asturica                  | 215                         |
| 19   | Bracara                        | Asturica                  | 299                         |
| 20   | Bracara                        | Asturica                  | 207                         |
| 21   | Esuris (Castro Marim)          | Pax Julia (Beja)          | 267                         |
| 22   | Esuris                         | Pax Julia                 | 76                          |
| 23   | Embouchure de l'Ana (Guadiana) | Emerita                   | 313                         |
| 24   | Emerita                        | Caesaraugusta (Saragosse) | 632                         |
| 25   | Emerita                        | Caesaraugusta             | 348                         |
| 26   | Asturica Augusta               | Caesaraugusta             | 497                         |
| 27   | Asturica Augusta               | Caesaraugusta             | 301                         |
| 28   | Turiaso (Tarazona)             | Caesaraugusta             | 56                          |
| 29   | Emerita                        | Caesaraugusta             | 458                         |
| 30   | Laminium (Fuenllana)           | Toletum (Tolède)          | 95                          |
| 31   | Laminium                       | Toletum                   | 249                         |
| 32   | Asturica Augusta               | Tarraco (Tarragone)       | 482                         |
| 33   | Caesaraugusta                  | Benearnum (Lescar)        | 112                         |
| 34   | Asturica                       | Burdigala (Bordeaux)      | 421                         |